# В сянка
„В сянка“ (на чешки: Ve stínu) е чешко-американски филм от 2012 година, криминален трилър на режисьора Давид Ондржичек по негов сценарий в съавторство с Марек Епщайн и Миша Вотруба.
В центъра на сюжета е следовател в Чехословакия от 1953 година, разследващ обир, който политическата полиция, подпомагана от бивш нацистки офицер, се опитва да използва за унищожаването на еврейска благотворителна организация. Главните роли се изпълняват от Иван Троян, Себастиан Кох, Соня Норисова.
„В сянка“ получава 9 награди „Чешки лъв“, включително за най-добър филм и за режисура.
Филмът е преведен на руски (преводачи Диана Шведова и Андрей Ефремов) и показан на Дните на словашкото кино в Москва през 2014 г. и на Фестивала на европейското кино в Калининград.
|  | Тази страница частично или изцяло представлява превод на страницата In the Shadow (2012 film) в Уикипедия на английски. Оригиналният текст, както и този превод, са защитени от Лиценза „Криейтив Комънс – Признание – Споделяне на споделеното“, а за съдържание, създадено преди юни 2009 година – от Лиценза за свободна документация на ГНУ. Прегледайте историята на редакциите на оригиналната страница, както и на преводната страница, за да видите списъка на съавторите. ВАЖНО: Този шаблон се отнася единствено до авторските права върху съдържанието на статията. Добавянето му не отменя изискването да се посочват конкретни източници на твърденията, които да бъдат благонадеждни. |